# Osttangente Landshut

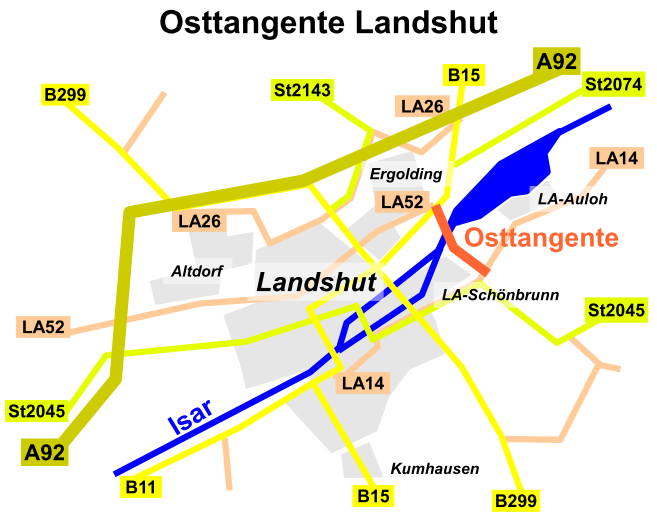
Lage der Osttangente Landshut im Straßenverkehrsnetz im Raum Landshut

Als Osttangente Landshut (auch „Ost-Tangente Landshut“, „Entlastungsstraße Ost“ bzw. Umgehungsstraße Landshut-Ergolding) wird ein Verkehrsprojekt im Osten der Stadt Landshut bezeichnet, das mit einem zusätzlichen Isarübergang den Landkreis Landshut in Höhe Ergolding mit dem Landshuter Stadtteil Auloh verbindet und damit die Bundesstraße B 299 im Bereich der Konrad-Adenauer-Straße als auch die Niedermayerstraße vom Quell- und Zielverkehr entlasten soll. Sie ist seit mehr als einem Jahrzehnt in Diskussion.

## Geschichte
Ein Gutachten attestierte 2002 einer Osttangente Landshut eine positive verkehrliche Wirkung. In den Folgejahren (2006, 2010 und 2012) war diese immer wieder Thema im Stadtrat von Landshut. 2012 lehnte der Gemeinderat Ergolding einen Trassenvorschlag ab. Auf Initiative von Landrat Peter Dreier und dem Landshuter Oberbürgermeister Hans Rampf fand am 30. Oktober 2014 fand eine gemeinsame Sitzung des Kreistages des Landkreises Landshut, des Stadtrates der Stadt Landshut sowie des Gemeinderates des Marktes Ergolding statt, auf der „eine mögliche Trassenführung für eine Osttangente Landshut/Ergolding zur Entlastung des Marktes Ergolding und der Stadt Landshut“ vorgestellt wurde. Ende November befürwortete der Gemeinderat von Ergolding die Durchführung einer Machbarkeitsstudie. Im Dezember 2014 wurde entschieden, dessen Machbarkeit zu prüfen. Nach dem am 19. Januar 2015 durch den Bayerischen Innenminister Herrmann verkündeten „Aus“ für eine Fortführung der B 15n war zunächst der Weg frei, die Planungen für eine „Osttangente Landshut“ zu forcieren. Als kommunale Straße liegt hier die Entscheidung über deren Bau bei den entsprechenden Gremien der Kommunalpolitik. Am 30. Januar 2015 wurde dann aus der Staatskanzlei von Ministerpräsident Seehofer verkündet, die B 15n doch zum Bundesverkehrswegeplan 2030 (bis März 2016 als Bundesverkehrswegeplan 2015 bezeichnet) anzumelden. Die zwei Vorschläge zur sogenannten Seehofer-Variante sahen eine Ost-Süd-Umfahrung Landshuts vor.
Mit der Anmeldung ruhen nun die weiteren Aktivitäten im Landkreis und der Stadt Landshut hinsichtlich einer Machbarkeitsstudie für eine Osttangente Landshut. Ein Verkehrsgutachten, veranlasst durch die Bayerische Staatsregierung, soll deren Bedarf zusätzlich zu einer Ost-Süd-Umfahrung Landshuts klären.
| Datum             | Beschlussgegenstand | Beschlussgremium                      | Ergebnis   |
| ----------------- | --- | ------------------------------------- | ---------- |
| 11. November 2003 | „Die Verwaltung wird beauftragt, im Zusammenhang mit der Fortschreibung der vorbereitenden Bauleitplanung unter den Aspekten Entwicklung des Verkehrs, Abbau der MVA, Belange des Naturschutzes und der Naherholung die Sachverhalte unter Miteinbeziehung der Klassifizierung und Finanzierung einer Straßenverbindung im Zuge einer Isarüberquerung bei Schönbrunn darzustellen.“ | Bausenat der Stadt Landshut           | angenommen |
| 10. November 2006 | „Die Verwaltung wird beauftragt, einen Antrag auf Aufnahme in das Staatsstraßenausbauprogramm" (Kommunale Entlastungsstraßen) zu stellen.“ | Bausenat der Stadt Landshut           | angenommen |
| ?                 | keine Übernahme der Straßenbaulast für eine Osttangente und keine finanzielle Beteiligung durch den Markt Ergolding | Gemeinderat des Marktes Ergolding     | angenommen |
| 8. November 2012  | Grundsätzliche Unterstützung für die Realisierung einer Osttangente auf dem Gemeindegebiet Ergolding; Beteiligung an einer Machbarkeitsstudie | Gemeinderat des Marktes Ergolding     | abgelehnt  |
| 21. Oktober 2014  | Teilnahme an der Vorstellung einer Osttangente auf einem gemeinsamen Treffen von Stadt und Landkreis Landshut zusammen mit der Gemeinde Ergolding zur Kenntnisnahme; Erörterung eventuell neuer Erkenntnisse und Beschlussfassung darüber auf eigener Gemeinderatssitzung am 8. November                                                                                            | Gemeinderat des Marktes Ergolding     | angenommen |
| 8. November 2014  | Unterstützung der Durchführung einer Machbarkeitsstudie zur Osttangente | Gemeinderat des Marktes Ergolding     | angenommen |
| 1. Dezember 2014  | Empfehlung zur Beteiligung an der gemeinsamen Erstellung einer Verbindung der Kreisstraßen LA 26 und der LA 14 auf Stadtgebiet mit einer zusätzlichen Überquerung der Isar durch Stadt und Landkreis Landshut sowie den Markt Ergolding | Bauausschuss des Landkreises Landshut | angenommen |
| 15. Dezember 2014 | Unterstützung der Durchführung einer Machbarkeitsstudie zur Osttangente (Angebotseinholung für ein naturschutzfachliches Gutachten, sowie für zwei weitere Gutachten über das Verkehrsaufkommen und die mögliche Verkehrsführung sowie über die technische Machbarkeit) ohne Festlegung auf einen Bau einer Osttangente                                                             | Kreistag Landshut                     | angenommen |
| 19. Dezember 2014 | Unterstützung der Durchführung einer Machbarkeitsstudie zur Osttangente mit Bekenntnis zum Bau einer Osttangente | Stadtrat Landshut                     | angenommen |

## Verlauf, Anschlussstellen

### Flächennutzungsplan (August 2012)

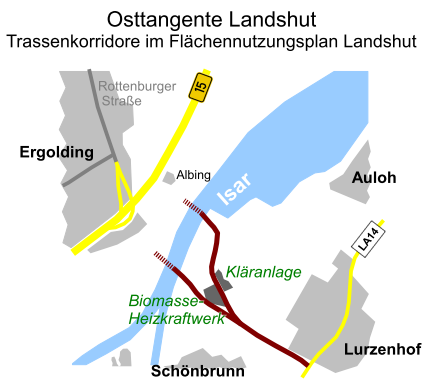
Trassenkorridore für eine Osttangente im Flächennutzungsplan der Stadt Landshut vom 13. August 2012

Im Stand September 2015 gültigen Flächennutzungsplan der Stadt Landshut vom 13. August 2012 sind zwei Varianten der Trassenführung einer Osttangente auf Landshuter Stadtgebiet dargestellt. Beide starten an der LA 14 und führen entlang des Bildungscampus am Lurzenhof bis zur Isar. Eine Variante wird dabei südlich des Biomasseheizkraftwerks (frühere Müllverbrennungsanlage) geführt und quert die Isar in Höhe des Bestandsknotens an der B 15 mit der Rottenburger Straße. Die Andere führt zwischen Biomasseheizkraftwerk und Kläranlage hindurch mit Brückenschlag in Höhe von Albing.

### Trassenentwürfe (Oktober 2014)
Die Osttangente Landshut soll aktuellen Trassenentwürfen folgend von der Höhe des Anschlusses des Marktes Ergolding an die B 15 aus über die Isar geführt werden und im Bereich des Lurzenhofes an die LA 14 angebunden werden. Dabei würde sie südlich des Biomasseheizkraftwerks sowie des Bildungscampus geführt werden. Je nach Lage des Korridors hätte die Brücke eine Länge von 300 bis 400 m. Insgesamt wurden bei der gemeinsamen Sitzung des Kreistages des Landkreises Landshut, der Stadt Landshut und des Marktes Ergolding zur Osttangente vom 30. Oktober 2014 drei Varianten der Anbindung vorgestellt:
- Variante A): direkter Anschluss an die B 15/Rottenburger Straße (Nutzung des Bestandsknotens)
- Variante B): versetzte Anknüpfung an den Bestandsknoten der B 15 mit der Rottenburger Straße
- Variante C): Führung und Anknüpfung nördlich des Bestandsknotens der B 15 mit der Rottenburger Straße.[28]

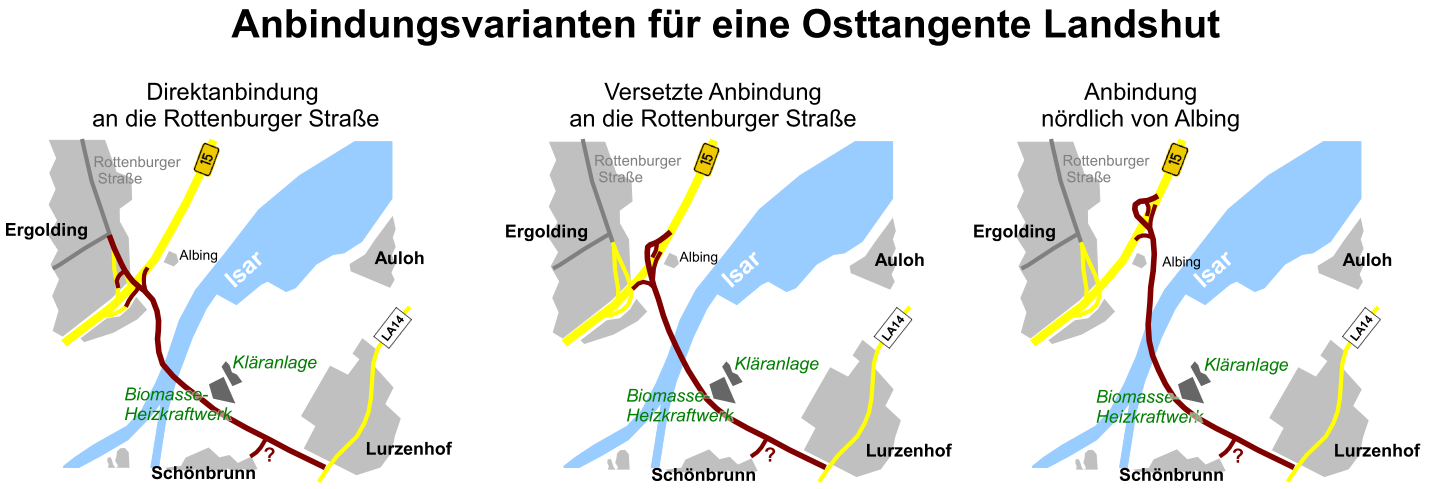
Varianten der Anbindung einer Osttangente Landshut an die B 15

Für den Markt Ergolding und im Speziellen für das neue Baugebiet „Am Anger“ böte eine solche Osttangente eine direkte Verbindung zu den Bildungseinrichtungen Landshuts südlich der Isar sowie allgemein in den südlichen Landkreis Landshut.

## Kosten
Die Osttangente Landshut ist als verkehrswichtige Straßenverbindung in kommunaler Baulast. Gemäß Bayerischem Staatsministerium des Innern, für Bau und Verkehr ist sie „grundsätzlich aus dem Bayerischen Gemeindeverkehrsfinanzierungsgesetz (BayGVFG) und dem Finanzausgleichsgesetz (FAG) förderfähig“ und der Freistaat Bayern würde „das Projekt bestmöglich fördern“. Im Rahmen der gemeinsamen Sitzung von Stadt und Landkreis Landshut sowie des Marktes Ergolding im Oktober 2014 wurde eine mögliche Kostenteilung wie folgt skizziert:
- Finanzierung der kreuzungsfreien Anbindung an die B 15 bei Ergolding und der Brücke über die Isar größtenteils durch den Landkreis,
- Finanzierung der Verbindungsstraße an die LA 14 mit Ampelanlage durch die Stadt Landshut.[29]

Am 15. Dezember 2014 beauftragte der Kreistag Landrat Dreier wegen der Finanzierung mit dem Freistaat Bayern zu verhandeln. Diese soll möglichst in kommunaler Sonderbaulast durchgeführt werden zwecks höherer Zuschüsse. Das Innenministerium stellte damals eine Förderung von 80 Prozent in Aussicht.
Im Kreistag Landshut schätzt man die Kosten für eine Osttangente Landshut auf mehr als 70 Millionen Euro. Das Brückenbauwerk ist dabei der größte Einzelposten (zum Vergleich: 2007 schätzte die Bundesregierung die Kosten für die 400 m lange Isarbrücke im Rahmen der B 15neu mit vier Fahrstreifen bei Gretlmühle auf 20 bis 25 Millionen Euro.). Im Rahmen des Dialogforums zur Ost-Süd-Umfahrung Landshut wurde eine stadtnahe Osttangente hinsichtlich ihrer Kosten untersucht und mit 63 Millionen Euro bewertet.

## Verkehrsaufkommen

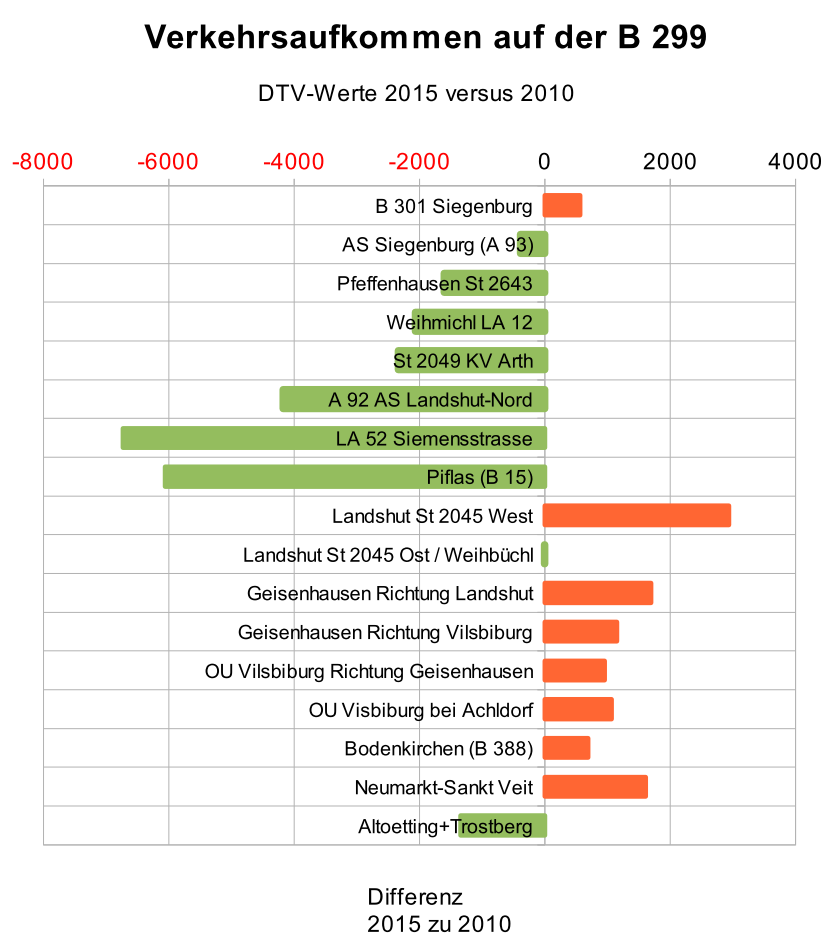
Veränderung des Verkehrsaufkommens auf der B 299 im Raum Landshut ermittelt während der wiederkehrenden Verkehrszählungen von 2010 und 2015

Landshut ist ein wichtiger Knotenpunkt für den überregionalen Straßenverkehr. Nördlich des Stadtgebiets verläuft die Bundesautobahn A 92, welche die Bundesstraßen B 15 und B 299 kreuzt, die durch das Stadtgebiet verlaufen. Außerdem verbindet die B 11 Landshut mit München.
Für den regionalen Straßenverkehr dient Landshut als Kreuzungspunkt für die Staatsstraße 2045 und als Anknüpfungspunkt für die Staatsstraße 2143 nach Ergolding sowie die Kreisstraßen LA 26 nach Altdorf, LA 52 nach Altdorf bzw. Ergolding sowie LA 14 bei Auloh nach Niederaichbach. Als Enklave liegt Landshut mitten im gleichnamigen Landkreis und teilt diesen in eine Nord- und eine Südhälfte.

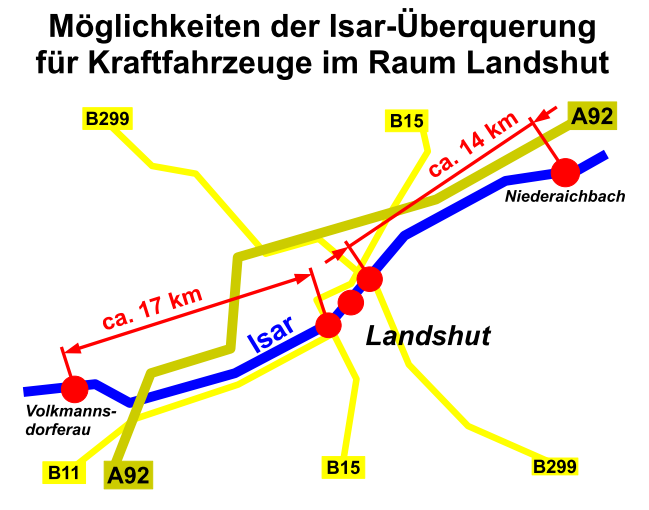
Möglichkeiten für Kraftfahrzeuge die Isar im Raum Landshut zu überqueren.

Der Straßenverkehr überquert in Landshut an drei Stellen die Isar:
- einmal im Westen von der Luitpoldstraße kommend zur Wittstraße
- zweimal im Zentrum über die Podewilsstraße und
- zweimal im Osten über die Piflaser Brücke und die Konrad-Adenauer-Brücke im Bereich der Konrad-Adenauer-Straße.

Diese Brücken sind nicht ausreichend, um den innerstädtischen wie auch den Verkehr der Nachbargemeinden aufzunehmen. Dadurch sind die bestehenden Verbindungen hoch belastet. Außerhalb von Landshut gibt es für den Straßenverkehr erst wieder im Abstand von etwa 17 km in westlicher Richtung (Volkmannsdorferau) und von etwa 14 km in östlicher Richtung (Niederaichbach) Querungsmöglichkeiten der Isar.
Von Ergolding aus führt der Verkehr über die B 15 nach Landshut hinein. Die Verkehrsbelastung lag gemäß Verkehrszählung 2015 (2010) im Bereich Hofmark-Aich-Straße/Luitpoldstraße bei 20.500 (24.500) bis 20.000 (26.500) Fahrzeugen pro Tag, wobei sie Richtung Kumhausen auf 13.300 (13.500) Fahrzeuge pro Tag abnahm sowie in Richtung Ergolding auf knapp 29.000 (21.000) Fahrzeug pro Tag anstieg. Nach Ergolding an der Anschlussstelle mit der A 92 waren es nur noch etwa 16.600 (13.200) Fahrzeuge pro Tag.
Die B 299 wiederum, die nördlich von Landshut als Versatz zwischen den Anschlussstellen Altdorf und Landshut-Nord auf der A 92 geführt wird, quert das Stadtgebiet Landshuts auf der Konrad-Adenauer-Straße, wo es regelmäßig zu Staus kommt, da sie sich in beiden Fahrtrichtungen von zwei auf eine Fahrspur pro Richtung verengt. Die Verkehrsbelastung lag dort gemäß Verkehrszählung 2015 (2010) bei knapp 27.000 (24.000) Fahrzeugen pro Tag. Bei Landshut-Nord waren es rund 14.400 (18.500) und im Osten Landshuts bei Weihbüchl (Ortsausgang Landshut Richtung Vilsbiburg) zirka 13.650 (13.700) Fahrzeuge pro Tag. Der Auftrag eines lärmmindernden Straßenbelages führte im Laufe 2016 zu erheblichen Behinderungen.
Beide Bundesstraßen kreuzen sich in der Höhe des Harlanderknotens und der Piflaser Brücke. Im Mai 2015 wurde festgestellt, dass die beiden Brücken über die große und die kleine Isar nicht mehr sanierungsfähig sind und innerhalb der nächsten zehn Jahre neu gebaut werden müssen. Die Bauzeit für diese Neubauten wird auf jeweils eineinhalb Jahre geschätzt. Während des zukünftigen Neubaus werde es zu erheblichen Einschränkungen im Straßenverkehr kommen.
Waren von 2005 auf 2010 noch südlich von Landshut am Anstieg nach Weihbüchl (B 299) die Verkehrsmengen um durchschnittlich 1000 Fahrzeuge täglich angestiegen, blieb das Verkehrsaufkommen bei der Zählung 2015 gegenüber 2010 nahezu unverändert. Eine weitere Zunahme des Verkehrs im Bereich des Kassernenbergs Richtung Geisenhausen ist nicht festzustellen. Demgegenüber stieg allerdings der Verkehr im Bereich des Landshuter Kasernenecks (Landshut St 2045 West) um etwa 3.000 Fahrzeuge täglich an.

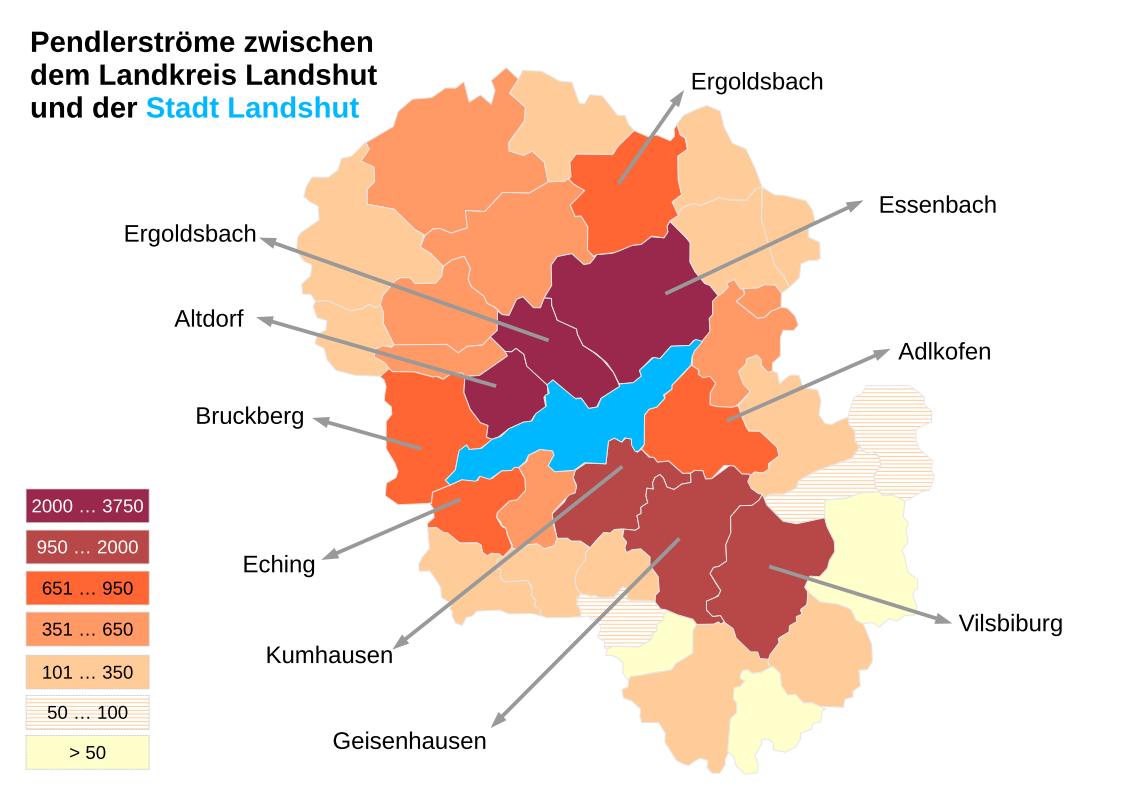
Darstellung der Pendlerströme aus den Gemeinden des Landkreises Landshut in die Stadt Landshut und umgekehrt. Stand: 30. Juni 2016

Die gestiegenen Verkehrsmengen lassen sich durch folgende Faktoren erklären: Hier am Kreuzungspunkt der B 299 mit der St 2045 befindet sich ein Einkaufszentrum inklusive Supermarkt, Discounter und Drogerie-Markt. In unmittelbarer Nähe liegen zu dem diverse Kultur- und Sporteinrichtungen sowie ein Studentenwohnheim; ein weiteres Studentenwohnheim ist kurz vor der Fertigstellung. Über die Staatsstraße 2045 hat man Anbindung an das Messezentrum sowie die Hochschule Landshut. In den Jahren von 2010 bis 2015 sind die Studierendenzahlen kontinuierlich gestiegen. Über die St 2045 erfolgt zudem der Pendlerverkehr aus dem südöstlichen Landkreis Landshut nach Landshut hinein statt. Diesen Weg nehmen auch die Pendler aus dem Landshuter Osten (Schönbrunn, Frauenberg und Auloh), um z. B. nach Landshut hinein oder in die nördlich der Isar gelegenen Industrie- und Gewerbegebiete von Landshut und Ergolding zu gelangen.
Das aus dem Quell- und Zielverkehr resultierende Verkehrsaufkommen im Stadtinneren Landshuts ist dabei extremen tageszeitlichen Schwankungen unterworfen: Morgens und Nachmittags erreicht dies während des Berufsverkehrs Spitzenwerte, während es in den Zeiten dazwischen wesentlich niedriger liegt, um in den Abendstunden noch einmal deutlich abzusinken.

### Verkehrsentwicklung
Eine Osttangente könnte einem Gutachten von 2002 folgend eine Verkehrsentlastung der Konrad-Adenauer-Straße um bis zu 25 Prozent bringen, was einem Verkehrsaufkommen von 12.000 Fahrzeugen entspräche. Manfred Dreier, Leiter des Staatlichen Bauamtes Landshut, sagte hierzu am 30. Oktober 2014: „Die Osttangente hat noch mehr Entlastungswirkung als die B 15neu, weil sie stadtnäher und weniger umwegig ist“. Eine Verlagerung des Schwerlast- und Fernverkehrs ist laut Oberster Baubehörde und Bundesverkehrsministerium nicht zu erwarten, da die Osttangente kein Ersatz einer B 15 neu ist.
Im Januar 2014 wurden von Baureferatsleiter Johannes Doll dem Landshuter Bausenat die Ergebnisse eines gemeinsamen Gutachtens des Landshuter Baureferates und des Staatlichen Bauamtes Landshut vorgestellt. Dabei wurde untersucht, welche Auswirkungen ein vorläufiges Ende der B 15neu an die LA 14 hätte. Als Ergebnis wurde festgestellt, dass dadurch das Verkehrsaufkommen am Kasernenknoten und auf der Niedermayerstraße nicht wesentlich steigen würde, da der entsprechende Verkehr Richtung Schönbrunn, Hochschule Landshut, Sparkassenakademie und Agrarbildungszentrum den Weg über die B 15neu nehmen würde. Eine solche Verlagerung der Verkehrsströme trifft auch auf eine Osttangente Landshut zu.
Im Rahmen der Trassenuntersuchungen des Dialogforums Ost-Süd-Umfahrung Landshut wurde für eine Osttangente Landshut ein Verkehrsaufkommen von durchschnittlich 11.900 Fahrzeugen pro Tag prognostiziert. Eine erhebliche Entlastungswirkung für die Konrad-Adenauer-Straße wird konstatiert und eine verbesserte Anbindung des Landshuter Ostens festgestellt.
| Startpunkt              | Streckenführung über                                                                     | Endpunkt                                 | Streckenlänge mit Osttangente (OT) | Streckenlänge mit B 15n (Ost-Süd-Umfahrung) | Streckenlänge im Nullfall |
| ----------------------- | ---------------------------------------------------------------------------------------- | ---------------------------------------- | ---------------------------------- | ------------------------------------------- | ------------------------- |
| AS Landshut-Nord (A 92) | A 92, AS Landshut-Essenbach (A 92), B 15, OT                                             | Lurzenhof                                | ca. 8,35 km                        | -                                           | -                         |
| AS Landshut-Nord (A 92) | B 299, B 15, OT                                                                          | Lurzenhof                                | ca. 6,75 km                        | -                                           | -                         |
| AS Landshut-Nord (A 92) | B 299, Konrad-Adenauer-Straße, Niedermayerstraße                                         | Lurzenhof                                | -                                  | -                                           | ca. 6,4 km                |
| AS Landshut-Nord (A 92) | A 92, AS Essenbach/B 15n, B 15n, LA 14                                                   | Lurzenhof                                | -                                  | ca. 15 km                                   | -                         |
| AS Landshut-Nord (A 92) | A 92, AS Landshut-Essenbach (A 92), B 15, OT                                             | Auloh (westlicher bzw. östlicher Zugang) | ca. 9,8 bis 10,75 km               | -                                           | -                         |
| AS Landshut-Nord (A 92) | B 299, Konrad-Adenauer-Straße, Niedermayerstraße                                         | Auloh (westlicher bzw. östlicher Zugang) | -                                  | -                                           | ca. 7,85 bis 8,8 km       |
| AS Landshut-Nord (A 92) | A 92, AS Essenbach/B 15n, B 15n, LA 14                                                   | Auloh (westlicher bzw. östlicher Zugang) | -                                  | ca. 13,55 bis 12,6 km                       | -                         |
| Unterglaim              | Ergoldinger Straße, AS Landshut/Essenbach (A 92), A 92, AS Essenbach/B 15n, B 15n, LA 14 | Lurzenhof                                | -                                  | ca. 16,45 km                                | -                         |
| Unterglaim              | Ergoldinger Straße, Altheim, B 15, OT                                                    | Lurzenhof                                | ca. 10 km                          | -                                           | -                         |
| Unterglaim              | Ergolding, Rottenburger Straße, B 15, OT                                                 | Lurzenhof                                | ca. 7,2 km                         | -                                           | -                         |
| Unterglaim              | St 2143 , B 299, Konrad-Adenauer-Straße, Niedermayerstrße                                | Lurzenhof                                | -                                  | -                                           | ca. 10,5 km               |
| Essenbach               | AS Essenbach/B 15n, B 15n, LA 14                                                         | Lurzenhof                                | -                                  | ca. 10,4 km                                 | -                         |
| Essenbach               | B 15, Konrad-Adenauer Straße (B 299), Niedermayerstraße                                  | Lurzenhof                                | -                                  | -                                           | ca. 11,25 km              |
| Essenbach               | B 15, OT                                                                                 | Lurzenhof                                | ca. 7,85 km                        | -                                           | -                         |
| Essenbach               | B 15 Konrad-Adenauer Straße (B 299), Niedermayerstraße, St 2045                          | Adlkofen (Kröning)                       | -                                  | -                                           | ca. 16,7 (24,15) km       |
| Essenbach               | B 15n Planfall 1b, St 2045                                                               | Adlkofen (Kröning)                       | -                                  | ca. 11,85 (19,3) km                         | -                         |
| Essenbach               | B 15n Planfall 1c, St 2045                                                               | Adlkofen (Kröning)                       | -                                  | ca. 10,5 (17,95) km                         | -                         |
| Essenbach               | B 15, OT, Am Lurzenhof, St 2045                                                          | Adlkofen (Kröning)                       | ca. 14,2 (21,65) km                | -                                           | -                         |

### Entwicklung des Landshuter Ostens
Die verkehrliche Situation im Landshuter Osten ist aktuell geprägt durch:
- bisheriges Wachstum des Siedlungsbereichs Auloh,
- Anwachsen der Studierendenzahlen an der Hochschule Landshut,
- weitere schulische Einrichtungen wie Berufsbildungszentrum der Handwerkskammer, Staatliche Berufsschule IV für Agrarwissenschaft und Hauswirtschaft, Agrarbildungszentrum Landshut-Schönbrunn und Sparkassenakademie Bayern,
- Landwirtschaftliche Berufsgenossenschaft,
- Messepark und Veranstaltungshalle entlang der Niedermayerstraße,
- Biomasseheizkraftwerk Landshut und
- in den letzten Jahren neu errichtete Studierendenwohnheime.

Diese wird in den nächsten Jahren beeinflusst werden durch die
- geplante Erweiterung des Siedlungsgebietes Auloh,
- vorgesehene Errichtung des „Grünen Zentrums“ und
- Errichtung eines weiteren Studierendenwohnheimes.

Mit dem in Ausweisung befindlichen 20 ha großen Baugebiet „Auloh-Ochsenau“ wird die Wohnbevölkerung im Landshuter Osten weiter wachsen. Im Jahr 2015 rechnete man mit zusätzlichen 500 Einwohnern und einem entsprechenden Anwachsen des Verkehrsaufkommens auf der LA 14. Im Juli 2019 wurden im Bauausschuss des Landshuter Stadtrates drei Varianten für eine Erschließung diskutiert, denen ein Zuwachs von 750 bis 950 Einwohnern zu Grund liegt. Im Statistischen Jahresbericht 2017 der Stadt Landshut ist der Bevölkerungsstand für Auloh zum 31. Dezember 2017 mit 2.552 Einwohnern angegeben. Mit dem neuen Baugebiet würde die Bevölkerung von Auloh in einer Größenordnung von 29 bis 37 Prozent anwachsen.
Im geplanten „Grüne Zentrum“ sollen zukünftig 450 Angestellte arbeiten.

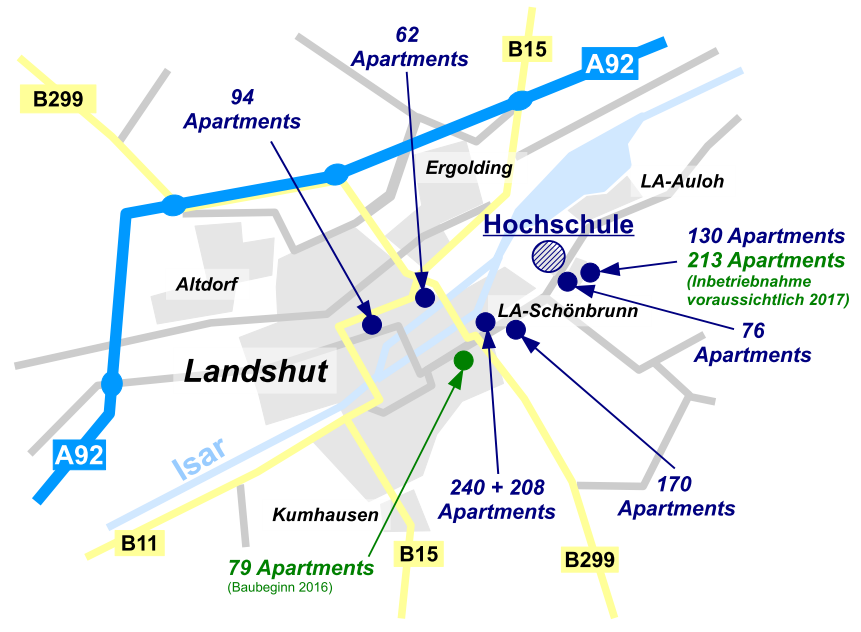
Lage der Studentenwohnheime in Landshut

Die Studierendenzahlen an der Hochschule Landshut sind von 2625 zum Wintersemester 2003/2004 auf 5480 zum Wintersemester 2015/2016 angestiegen. Damit hat sich die Zahl der Studierenden von 2003 bis 2015 mehr als verdoppelt. Allerdings sind sie in den letzten drei Jahren um 580 auf 4900 Studierende zum Wintersemester 2018/2019 zurückgegangen. Für etwa 1.000 der Studenten stehen Apartments in derzeit sieben studentischen Wohnanlagen zur Verfügung. Zwei weitere Anlagen mit ca. 300 Apartments sind im Bau. Alle Wohnanlagen befinden sich im Stadtzentrum, zwischen Stadtzentrum und Hochschule oder im direkten Umfeld der Hochschule. Sie haben Anbindung über die B 299 an der AS LA-Nord an die A 92. 
Die Bevölkerung betrug in den Stadtteilen wie folgt:
- Schönbrunn:
 zum 31. Dezember 2014 -  3 850 Personen (+52 Prozent)
 zum 31. Dezember 2003 - 2.532 Personen
- Frauenberg:
 zum 31. Dezember 2014 - 2.715 Personen (+13,6 Prozent)
 zum 31. Dezember 2003 - 2.390 Personen
 davon Ortsteil Auloh
 zum 31. Dezember 2014 - 2.462 Personen (+6,2 Prozent)
 zum 31. Dezember 2011 - 2.318 Personen

## Planungsfortschritt/Baufortschritt
Hinsichtlich der im Oktober 2014 diskutierten drei Trassenvorschläge wurde vom Staatlichen Bauamt Landshut für das weitere Vorgehen vorgeschlagen:
- Abgabe einer naturschutzfachlichen Einschätzung,
- Erstellung eines Verkehrsgutachtens und
- Durchführung einer technischen Machbarkeitsstudie.

Darauf basierend solle dann eine Kostenschätzung erfolgen.
Im Oktober 2014 stellte das Staatliche Bauamt Landshut wegen des schlechten Zustandes der beiden Isar-Brücken entlang der Konrad-Adenauer-Straße in Landshut einen akuten Handlungsbedarf fest., der von den im Mai 2015 veröffentlichten Ergebnissen der Tragfähigkeitsuntersuchungen untermauert wird, die einen schlechten Zustand der Schubbewehrung feststellten und einen Neubau beider Brücken innerhalb der nächsten fünf bis zehn Jahre erfordern. Das staatliche Bauamt Landshut rechnet mit einem Planungsvorlauf bis zu einer Realisierung von zirka fünf Jahren, einer Bauzeit von etwa eineinhalb Jahren pro Brückenbauwerk und Kosten in Höhe von zwölf bis 15 Millionen Euro. Februar 2017 ging das staatliche Bauamt Landshut davon aus, dass die notwendigen Behelfsbrücken frühestens ab 2020/2021 errichtet werden können. Für den Neubau der beiden Isarbrücken rechnet man mit zwei bis drei Jahren Bauzeit. Hierfür ist ein entsprechendes Planfeststellungsverfahren einzuleiten.
Für eine Osttangente Landshut ist kein Raumordnungsverfahren notwendig, da es sich um kein Projekt von überregionaler Bedeutung handelt. Als frühest möglichen Termin für einen Baubeginn nannte Manfred Dreier vom Staatlichen Bauamt Landshut das Jahr 2019. Im Januar 2017 wurde ein neuer Flächennutzungsplan für den Markt Ergolding beschlossen. Eine Isarüberquerung bei Albing ist darin nicht mehr vorgesehen.

### Machbarkeitsstudie
Auf der gemeinsamen Sitzung des Kreistages des Landkreises Landshut, der Stadt Landshut und des Marktes Ergolding vom 30. Oktober 2014 war vom Staatlichen Bauamt Landshut eine hälftige Kostenteilung zwischen Stadt und Landkreis Landshut vorgeschlagen worden.  Am 27. November 2014 befürwortete der Gemeinderat des Marktes Ergolding die Erstellung einer Machbarkeitsstudie. Am 1. Dezember 2014 tagte der Bauausschuss des Landkreises Landshut, um über das Thema „Machbarkeitsstudie“ zu beraten. Im Dezember 2014 wurde entschieden, die Machbarkeit einer Osttangente Landshut zu prüfen.
Die Kosten für die Machbarkeitsstudie werden auf 100.000 Euro geschätzt.
Zwischen Februar und Juni 2015 ruhten die diesbezüglichen Aktivitäten. Das „Dialogforum Ost-Süd-Umfahrung Landshut im Zuge der B15neu“ griff die Bewertung einer Osttangente Landshut im Rahmen der Trassendiskussionen für eine Ost-Süd-Umfahrung Landshuts wieder auf. Insgesamt sechs der dort diskutierten Trassenvarianten beinhalteten zusätzlich auch eine Errichtung einer Osttangente. Dabei handelte es sich um die Varianten 2a, 2b, 4, 5b, 6 und 9.

## Befürworter
2006 fand eine Unterschriftensammlung des Bürgerforums Landshut für eine „Entlastungsstraße Ost“ statt. 2012 gründete sich die Bürgerinitiative „LA-Ost-staufrei“. Auch diese setzt sich für den Bau einer Entlastungsstraße zwischen der LA 14 und dem Markt Ergolding ein. Im September 2012 startete sie eine Unterschriftenaktion für ein Bürgerbegehren für den Bau einer „Entlastungstraße Ost.“ Bei dieser Unterschriftenaktion kamen fast 1.000 Unterschriften zusammen. Das Quorum von etwa 3.300 Unterschriften wurde aber verfehlt.
In einer Stellungnahme zur Anmeldung der Bundesstraße 15n zum Bundesverkehrswegeplan 2030  befürwortete die Kreisgruppe Landshut des Bund Naturschutz in Bayern im September 2013 eine Osttangente Landshut als Teil eines umfassenderen Verkehrskonzeptes alternativ zur Weiterführung der Bundesstraße 15neu über die A 92 hinaus.
„Stop B 15 neu“, ein Zusammenschluss verschiedener  Bürgerinitiativen gegen den Bau der Bundesstraße 15neu, sieht nach der ersten Sitzung des Dialogforums Ost-Süd-Umfahrung Landshut im Zuge der B 15neu im Juni 2015 in „einer stadtnahen Osttangente“ zusammen mit einem vierspurigen Ausbau der B 299 eine Lösung zur Aufnahme des innerstädtischen Verkehrs.
Ebenso wird das Vorhaben von den Freien Wählern in Landshut in Verbindung mit einer äußeren Westtangente Landshut befürwortet um eine Verbesserung der verkehrlichen Situation in Landshut zu ermöglichen.

## Kritik

### Verkehrliche Wirkung
Kreisrat Markus Sponbrucker (FDP) bezweifelt eine Entlastungswirkung ohne eine kreuzungsfreie Verkehrsführung am Kaserneneck sowie die Aufnahmefähigkeit des Straßenverkehrsnetzes auf der Schönbrunner Seite für den Ziel- und Quellverkehr. Für die Grünen löst eine Osttangente Landshuts Verkehrsprobleme nicht, sofern eine solche Ortsumfahrung nicht in ein verkehrliches Gesamtkonzept eingebunden ist.

### Kosten
Auch eine mögliche finanzielle Lastenteilung zwischen Stadt und Landkreis Landshut wird kritisiert. Die Grünen-Abgeordneten Gambke und Steinberger forderten eine Umfahrung Landshuts in der Baulast des Bundes, wodurch eine Osttangente in kommunaler Baulast überflüssig wäre.

### Sonstiges
Der CSU Ortsverband Ergolding befürchtet durch eine Osttangente negative Auswirkungen auf die Planungen für ein Baugebiet „Am Anger“.

## Sonstiges
2014 wurde neben einer Osttangente für den Straßenverkehr auch eine „Öko-Osttangente“ in die Diskussion eingebracht. Dabei handelt es sich um eine von der Ergoldinger SPD beantragten Rad- und Fußgängerverbindung über die Isar von Ergolding in den Landshuter Osten. 2017 wurde diese Diskussion wieder aufgegriffen.
Im Juli 2018 hat der Bausenat der Stadt Landshut den Standort der Isarstege für die Radwegeverbindung von Ergolding in den Landshuter Osten festgelegt. Die Kosten der zwei Rad- und Fußwegebrücken werden auf 2,8 Millionen Euro geschätzt. Etwa ein Kilometer nordöstlich von Piflas die Kleine Isar in Höhe und Richtung des Minigolf- und Campingplatzes querend führt sie anschließend an der Großen Isar etwas flussaufwärts, um dann Mitterwöhr und die Auwaldsiedlung mittels Brücke in Höhe der Iglauer Straße zu verbinden.